# Bolhás megállóhely
Bolhás megállóhely egy Somogy vármegyei vasúti megállóhely Bolhás településen, a MÁV üzemeltetésében. A belterület északi peremén helyezkedik el, a központtól jó két kilométerre.

## Vasútvonalak
A megállóhelyet az alábbi vasútvonalak érintik:
- Dombóvár–Gyékényes-vasútvonal

## Kapcsolódó állomások
A megállóhelyhez az alábbi állomások vannak a legközelebb:
- Somogyszob vasútállomás (Dombóvár–Gyékényes-vasútvonal)
- Szenta vasútállomás (Dombóvár–Gyékényes-vasútvonal)

## Forgalom
| Járat            | Útvonal | Gyakoriság     |
| ---------------- | --- | -------------- |
| személyvonat     | Dombóvár – Dombóvár alsó – Nagyberki – Kaposszentjakab – Kaposvár – Kaposújlak – Kaposmérő – Kaposfő – Kiskorpád – Jákó-Nagybajom – Kutas – Beleg – Ötvöskónyi – Somogyszob – Bolhás – Szenta – Zrínyitelep – Csurgó – Gyékényes (– napi 3 pár tovább: Zákány – Őrtilos – Murakeresztúr – Nagykanizsa) | Kb. 2 óránként |
| Somogy InterCity | Budapest-Keleti – Budapest-Kelenföld – Simontornya – Pincehely – Szakály-Hőgyész – Dombóvár – Kaposvár – Kiskorpád – Jákó-Nagybajom – Kutas – Beleg – Ötvöskónyi – Somogyszob – Bolhás – Csurgó – Gyékényes                                                                                            | Napi 1 pár     |